# Donauländebahn
| Streckennummer (ÖBB): | 106 15, 106, 124     |                                                                        |                                                                        |
| Kursbuchstrecke (ÖBB): | 514, 700, 701, 900   |                                                                        |                                                                        |
| Streckenlänge: | 20,5 km              |                                                                        |                                                                        |
| Spurweite: | 1435 mm (Normalspur) |                                                                        |                                                                        |
| Stromsystem: | 15 kV 16,7 Hz ~      |                                                                        |                                                                        |
| |                      |                                                                        |                                                                        |
| \| \| \| von Wien Penzing \| \| \| \| \| Maxing \| \| \| \| \| Beginn Neutrassierung der Verbindungsbahn (seit 1971) \| \| \| \| \| Ober Hetzendorf (Keilbahnhof) \| \| \| \| \| alte Trasse der Verbindungsbahn nach Wien Meidling (bis 1971) \| \| \| \| \| Altmannsdorfertunnel (334 m) \| \| \| \| \| Verbindungsbahn nach Wien Praterstern (Strecke 122 01) \| \| \| \| \| Südbahn und Hochleistungsstrecke Wien–St. Pölten (Strecke 105 und 130) \| \| \| \| \| Altmannsdorf Hst. \| \| \| \| 6,877 \| Abzw Oswaldgasse \| Abzw Oswaldgasse \| \| \| \| Oswaldschleife nach Wien Meidling (Strecke 116 16) \| \| \| \| \| Linie U6 der U-Bahn Wien \| \| \| \| \| Lokalbahn Wien–Baden \| \| \| \| \| Pottendorfer Linie von Wien Meidling (Strecke 106) \| \| \| \| 7,459 \| Abzw. Altmannsdorf \| Abzw. Altmannsdorf \| \| \| \| Anschlussgleis Badner Bahn \| \| \| \| \| Hochleistungsstrecke von Abzw. Knoten Hetzendorf (Strecke 124 01) \| \| \| \| \| \| \| \| \| 10,194 \| Inzersdorf Ort (Bstg. außer Betrieb) \| Inzersdorf Ort (Bstg. außer Betrieb) \| \| \| \| Laxenburger Straße \| \| \| \| \| Pottendorfer Linie nach Wiener Neustadt (Strecke 106 01) \| \| \| \| \| ehem. Trasse der Pottendorfer Linie \| \| \| \| \| Inzersdorf Ort Ost \| \| \| \| \| Schleife zur Pottendorfer Linie nach Blumental (Strecke 106 14) \| \| \| \| \| Rothneusiedl \| \| \| \| 13,941 \| Oberlaa \| Oberlaa \| \| \| \| Schleife zur Ostbahn (Strecke 133 01), ehm. n. Simmering Verschiebebf. \| \| \| \| \| ehem. Innere Aspangbahn \| \| \| \| \| Ostbahn von Wien Hbf \| \| \| \| \| Wien Zentralverschiebebahnhof \| \| \| \| \| Westschleife nach Kledering (Strecke 118 11) \| \| \| \| \| Verbindung Ostbahn–Flughafenschnellbahn (Strecke 118 21) \| \| \| \| \| \| \| \| \| \| \| \| \| \| \| Westschleife von Wien Zvbf. (Strecke 118 11) \| \| \| \| \| Wien Zvbf. Nord \| \| \| \| \| Kledering \| \| \| \| \| Westschleife nach Kledering, Ostschleife zur Ostbahn nach Hegyeshalom \| \| \| \| \| Abzw. Cf 1 Aspangbahn von Wien Rennweg (Strecke 191 01) \| \| \| \| \| \| \| \| \| 18,659 \| Klein Schwechat Hst. Kaiserebersdorf \| Klein Schwechat Hst. Kaiserebersdorf \| \| \| \| Pressburger Bahn nach Wolfsthal (Strecke 191 01) \| \| \| \| \| Pressburger Bahn (aufgelassen) \| \| \| \| \| Kaiserebersdorf-Albern \| \| \| \| 21,008 \| Wien Albern Hafen \| Wien Albern Hafen \| \| \| 21,156 \| Anschlussbahn (Awanst) VOEST \| Anschlussbahn (Awanst) VOEST \| \| \| \| nach Wien Albern Hafen \| \| \| \| 22,176 \| Winterhafenbrücke (bis 1945, seit 2008) \| Winterhafenbrücke (bis 1945, seit 2008) \| \| \| \| Donauuferbahn nach Wien Nussdorf \| \| |                      |                                                                        |                                                                        |
| Strecke |                      | von Wien Penzing                                                       | von Wien Penzing                                                       |
| Bahnhof |                      | Maxing                                                                 | Maxing                                                                 |
| |                      | Beginn Neutrassierung der Verbindungsbahn (seit 1971)                  |                                                                        |
| Haltepunkt / Haltestelle · Strecke |                      | Ober Hetzendorf (Keilbahnhof)                                          | Ober Hetzendorf (Keilbahnhof)                                          |
| Abzweig geradeaus und nach rechts · Strecke |                      | alte Trasse der Verbindungsbahn nach Wien Meidling (bis 1971)          | alte Trasse der Verbindungsbahn nach Wien Meidling (bis 1971)          |
| Tunnel · Tunnel |                      | Altmannsdorfertunnel (334 m)                                           | Altmannsdorfertunnel (334 m)                                           |
| Strecke · Strecke nach links |                      | Verbindungsbahn nach Wien Praterstern (Strecke 122 01)                 | Verbindungsbahn nach Wien Praterstern (Strecke 122 01)                 |
| Kreuzung geradeaus oben |                      | Südbahn und Hochleistungsstrecke Wien–St. Pölten (Strecke 105 und 130) | Südbahn und Hochleistungsstrecke Wien–St. Pölten (Strecke 105 und 130) |
| ehemaliger Haltepunkt / Haltestelle |                      | Altmannsdorf Hst.                                                      | Altmannsdorf Hst.                                                      |
| Blockstelle | 6,877                | Abzw Oswaldgasse                                                       | Abzw Oswaldgasse                                                       |
| Abzweig geradeaus und nach links |                      | Oswaldschleife nach Wien Meidling (Strecke 116 16)                     | Oswaldschleife nach Wien Meidling (Strecke 116 16)                     |
| Kreuzung mit U-Bahn geradeaus oben |                      | Linie U6 der U-Bahn Wien                                               | Linie U6 der U-Bahn Wien                                               |
| Kreuzung geradeaus oben |                      | Lokalbahn Wien–Baden                                                   | Lokalbahn Wien–Baden                                                   |
| Abzweig geradeaus und von links |                      | Pottendorfer Linie von Wien Meidling (Strecke 106)                     | Pottendorfer Linie von Wien Meidling (Strecke 106)                     |
| Blockstelle | 7,459                | Abzw. Altmannsdorf                                                     | Abzw. Altmannsdorf                                                     |
| Abzweig geradeaus und nach rechts |                      | Anschlussgleis Badner Bahn                                             | Anschlussgleis Badner Bahn                                             |
| Kreuzung mit Tunnelstrecke · Strecke von rechts (im Tunnel) |                      | Hochleistungsstrecke von Abzw. Knoten Hetzendorf (Strecke 124 01)      | Hochleistungsstrecke von Abzw. Knoten Hetzendorf (Strecke 124 01)      |
| Strecke · Tunnelende |                      |                                                                        |                                                                        |
| Dienststation / Betriebs- oder Güterbahnhof · Dienststation / Betriebs- oder Güterbahnhof | 10,194               | Inzersdorf Ort (Bstg. außer Betrieb)                                   | Inzersdorf Ort (Bstg. außer Betrieb)                                   |
| Strecke · ehemaliger Haltepunkt / Haltestelle |                      | Laxenburger Straße                                                     | Laxenburger Straße                                                     |
| Abzweig geradeaus und nach rechts · Strecke |                      | Pottendorfer Linie nach Wiener Neustadt (Strecke 106 01)               | Pottendorfer Linie nach Wiener Neustadt (Strecke 106 01)               |
| Kreuzung (Querstrecke außer Betrieb) · Kreuzung geradeaus oben (Querstrecke außer Betrieb) |                      | ehem. Trasse der Pottendorfer Linie                                    | ehem. Trasse der Pottendorfer Linie                                    |
| Dienststation / Betriebs- oder Güterbahnhof · Dienststation / Betriebs- oder Güterbahnhof |                      | Inzersdorf Ort Ost                                                     | Inzersdorf Ort Ost                                                     |
| Abzweig geradeaus, von links und von rechts · Strecke nach rechts |                      | Schleife zur Pottendorfer Linie nach Blumental (Strecke 106 14)        | Schleife zur Pottendorfer Linie nach Blumental (Strecke 106 14)        |
| ehemaliger Haltepunkt / Haltestelle |                      | Rothneusiedl                                                           | Rothneusiedl                                                           |
| Dienststation / Betriebs- oder Güterbahnhof | 13,941               | Oberlaa                                                                | Oberlaa                                                                |
| Strecke von links · Abzweig geradeaus, nach rechts und ehemals nach links · Strecke von rechts (außer Betrieb) |                      | Schleife zur Ostbahn (Strecke 133 01), ehm. n. Simmering Verschiebebf. | Schleife zur Ostbahn (Strecke 133 01), ehm. n. Simmering Verschiebebf. |
| Kreuzung geradeaus oben (Querstrecke außer Betrieb) · Kreuzung geradeaus oben (Querstrecke außer Betrieb) · Abzweig quer und nach links (Strecke außer Betrieb) |                      | ehem. Innere Aspangbahn                                                | ehem. Innere Aspangbahn                                                |
| Strecke · Strecke von links und von halblinks · Abzweig quer und von links |                      | Ostbahn von Wien Hbf                                                   | Ostbahn von Wien Hbf                                                   |
| Strecke · Strecke · Dienststation / Betriebs- oder Güterbahnhof |                      | Wien Zentralverschiebebahnhof                                          | Wien Zentralverschiebebahnhof                                          |
| Strecke · Strecke geradeaus und von links · Abzweig geradeaus und nach rechts |                      | Westschleife nach Kledering (Strecke 118 11)                           | Westschleife nach Kledering (Strecke 118 11)                           |
| Strecke · Strecke nach links und nach rechts |                      | Verbindung Ostbahn–Flughafenschnellbahn (Strecke 118 21)               | Verbindung Ostbahn–Flughafenschnellbahn (Strecke 118 21)               |
| Strecke nach halblinks · Strecke nach halbrechts · Strecke |                      |                                                                        |                                                                        |
| Strecke von halblinks · Strecke von halbrechts · Strecke |                      |                                                                        |                                                                        |
| Strecke · Abzweig geradeaus und von links · Strecke nach rechts und nach rechts |                      | Westschleife von Wien Zvbf. (Strecke 118 11)                           | Westschleife von Wien Zvbf. (Strecke 118 11)                           |
| Strecke · Dienststation / Betriebs- oder Güterbahnhof · Strecke |                      | Wien Zvbf. Nord                                                        | Wien Zvbf. Nord                                                        |
| Haltepunkt / Haltestelle · Strecke · Strecke |                      | Kledering                                                              | Kledering                                                              |
| Abzweig quer, nach links und nach rechts · Abzweig geradeaus, nach rechts und von rechts · Strecke |                      | Westschleife nach Kledering, Ostschleife zur Ostbahn nach Hegyeshalom  | Westschleife nach Kledering, Ostschleife zur Ostbahn nach Hegyeshalom  |
| Strecke · Abzweig geradeaus und von links |                      | Abzw. Cf 1 Aspangbahn von Wien Rennweg (Strecke 191 01)                | Abzw. Cf 1 Aspangbahn von Wien Rennweg (Strecke 191 01)                |
| Abzweig geradeaus und von links · Strecke nach rechts |                      |                                                                        |                                                                        |
| Dienststation / Betriebs- oder Güterbahnhof | 18,659               | Klein Schwechat Hst. Kaiserebersdorf                                   | Klein Schwechat Hst. Kaiserebersdorf                                   |
| Abzweig geradeaus und nach rechts |                      | Pressburger Bahn nach Wolfsthal (Strecke 191 01)                       | Pressburger Bahn nach Wolfsthal (Strecke 191 01)                       |
| Kreuzung geradeaus oben (Querstrecke außer Betrieb) |                      | Pressburger Bahn (aufgelassen)                                         | Pressburger Bahn (aufgelassen)                                         |
| ehemaliger Bahnhof |                      | Kaiserebersdorf-Albern                                                 | Kaiserebersdorf-Albern                                                 |
| Dienststation / Betriebs- oder Güterbahnhof | 21,008               | Wien Albern Hafen                                                      | Wien Albern Hafen                                                      |
| Abzweig geradeaus und von links | 21,156               | Anschlussbahn (Awanst) VOEST                                           | Anschlussbahn (Awanst) VOEST                                           |
| Abzweig geradeaus und nach rechts |                      | nach Wien Albern Hafen                                                 | nach Wien Albern Hafen                                                 |
| Brücke über Wasserlauf | 22,176               | Winterhafenbrücke (bis 1945, seit 2008)                                | Winterhafenbrücke (bis 1945, seit 2008)                                |
| Strecke |                      | Donauuferbahn nach Wien Nussdorf                                       | Donauuferbahn nach Wien Nussdorf                                       |

Die Donauländebahn ist eine nach der Donaulände benannte Bahnstrecke im Süden von Wien. Sie zweigt seit 1872 am Bahnhof Wien Maxing (ehemalige Personenhaltestelle Ober Hetzendorf) von der Bahnstrecke Wien Penzing–Wien Meidling, der sogenannten Verbindungsbahn, ab und verläuft am südlichen Stadtrand nach Osten, wo sie auf der über den Donaukanal führenden Winterhafenbrücke in die Donauuferbahn übergeht. In den Jahren der Planung sowie Errichtung der Brücken über Donaukanal und Winterhafen galt dabei allerdings noch der ehemalige Bahnhof Kaiserebersdorf-Albern als südlicher Endpunkt der Donauuferbahn. 
Die Donauländebahn dient als Umgehungsbahn des rechtsufrigen Stadtgebietes und ist vor allem für den österreichischen und internationalen Schienengüterverkehr (die sogenannte Donauachse zwischen West- und Osteuropa) von großer Bedeutung. Sie ist zwischen Maxing und Oberlaa zweigleisig ausgebaut, danach ostwärts eingleisig. Die Donauländebahn ist mit der Schnellfahrstrecke Wien–St. Pölten, der Südbahn, der Badner Bahn, der Pottendorfer Linie, der Ostbahn, der Aspangbahn und der Pressburger Bahn verknüpft. Sie bindet den Zentralverschiebebahnhof Wien-Kledering sowie die Wiener Häfen an das österreichische Eisenbahnnetz an.

## Geschichte

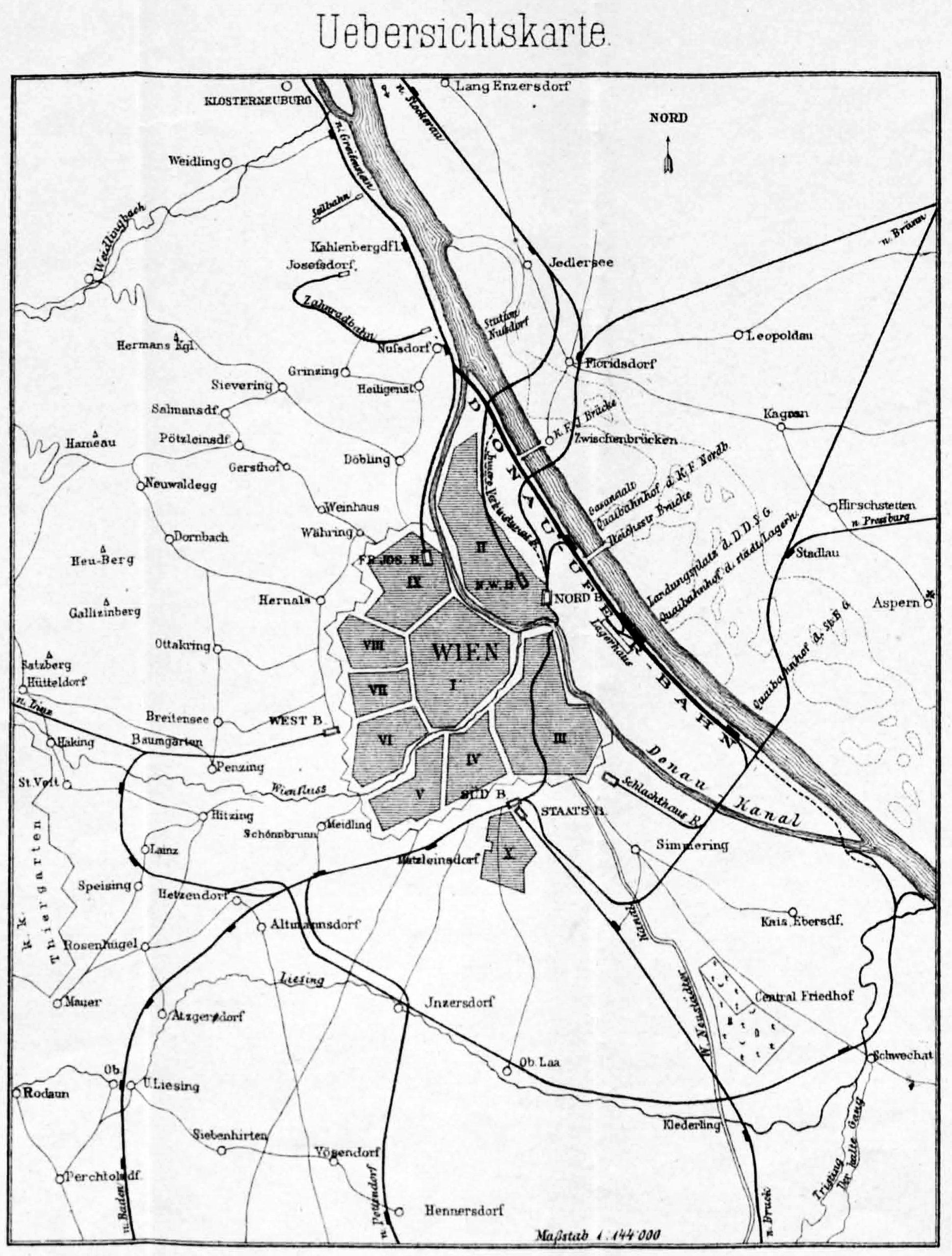
Wien, Bahnanlagen, Uebersichtskarte (1877/78)

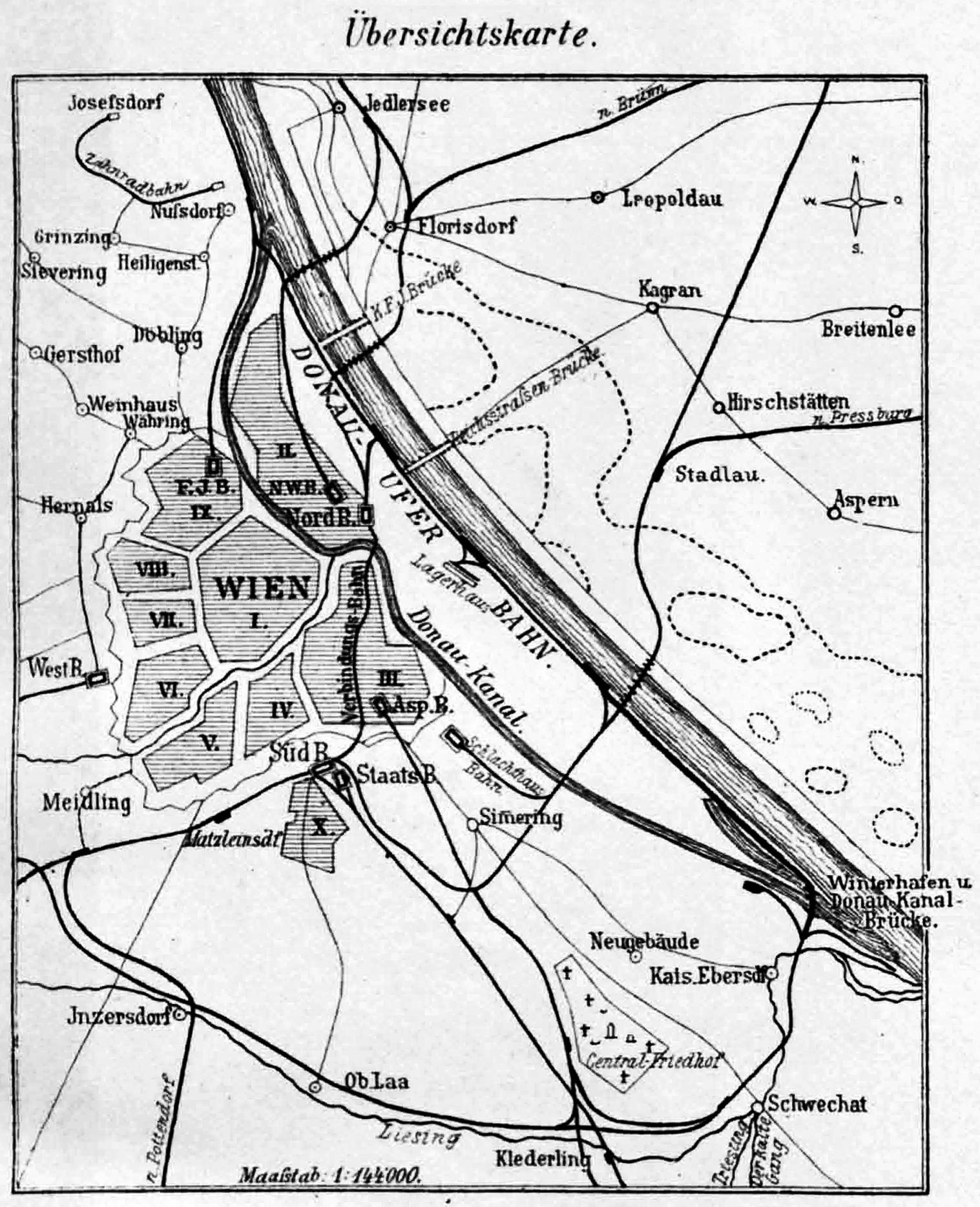
Wien, Bahnanlagen, Übersichtskarte (1881)

Die Donauländebahn wurde am 3. Mai 1872 zwischen Ober Hetzendorf und Kaiserebersdorf beziehungsweise Albern eröffnet. Sie wurde 1880 über den Donaukanal und den Freudenauer (Winter-)Hafen mit der Donauuferbahn verbunden. Die Winterhafenbrücke wurde allerdings im April 1945 gesprengt und erst Ende 2008 als Neubau wieder in Betrieb genommen. Das zweite Gleis wurde im Abschnitt von Kilometer 11,8 bis Kilometer 18,0 in den Jahren 1942 bis 1943 von der Deutschen Reichsbahn errichtet.
Eine der Aufgaben der Bahn war der Erztransport vom Erzberg zum Eisenhüttenwerk der Innerberger Hauptgewerkschaft mit 2 Kokshochöfen in Klein Schwechat. Dieses Werk war bis 1901 in Betrieb, an seinem Standort wurden bis 1955 die Hammerbrot-Werke geführt. Die Bahn versorgte auch eine Reihe anderer Betriebe wie die Brauerei Dreher.
Von 1898 bis zum Ersten Weltkrieg war die Donauländebahn in das sogenannte äußere Netz der Wiener Dampfstadtbahn integriert. Danach bestand noch bis etwa 1944 Personenverkehr in bescheidenem Ausmaß. Später nutzten nur mehr internationale Expresszüge wie der Orient-Express die Strecke als direkte Verbindung von der Ostbahn zum Wiener Westbahnhof. Heute besteht auf der Donauländebahn nur zwischen Meidling und Blumental (von und zur Pottendorfer Linie) sowie bei Kaiser Ebersdorf von und zur Pressburger Bahn Personenverkehr. Letztere wird von der Linie S7 der S-Bahn Wien und vom City Airport Train (CAT) befahren. 
2012 bis 2015 entstand einerseits eine kürzere zweigleisige Verbindung aus dem Osten von der Ostbahn zur Donauländebahn und andererseits über ein markantes Brückenbauwerk, welches die Gleise der Ostbahn und des Verschubbahnhofes überquert, eine direktere Verbindung für den direkten Personenverkehr zwischen dem Wiener Hauptbahnhof und dem Bahnhof Flughafen Wien. Die Verbindung beginnt auf der Ostbahn südwestlich des Zentralfriedhofs.

## Streckenbeschreibung

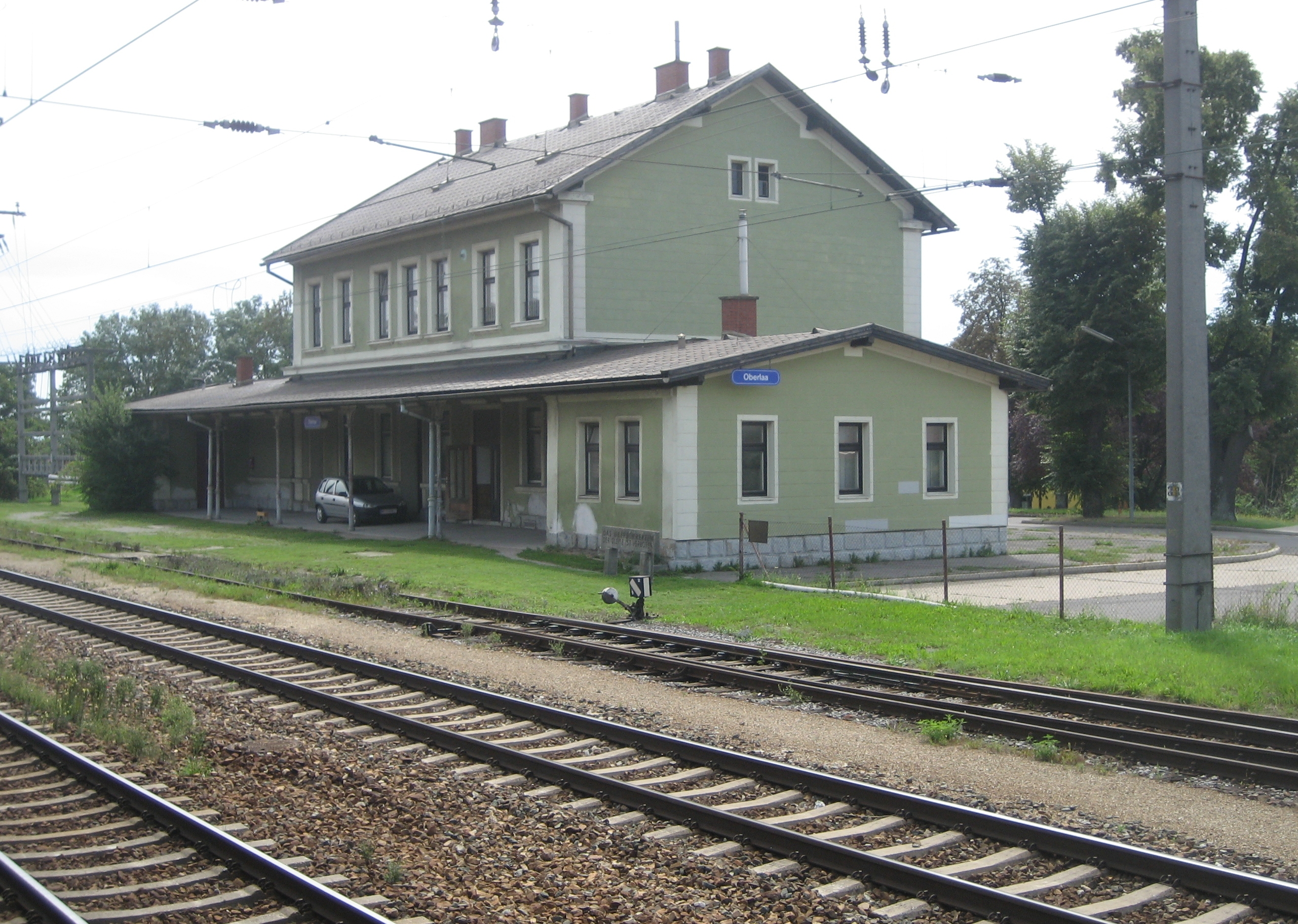
Bahnhof Wien Oberlaa (ohne Personenverkehr)

Die Donauländebahn beginnt beim Bahnhof Maxing und verläuft seit den tiefgreifenden Umbauarbeiten und Trassenverlegungen um 1971 zunächst parallel zur Verbindungsbahn (Richtung Bahnhof Wien Meidling) durch eine Einhausung („Tunnel Altmannsdorf“) unter der Altmannsdorfer Straße. In diesem Bereich lassen die beiden zweigleisigen Strecken den Eindruck einer viergleisigen Bahnstrecke entstehen. Dies trifft jedoch nicht zu, es handelt sich um zwei voneinander unabhängige zweigleisige Strecken. Nach dem Ende der Einhausung führt die Donauländebahn im Bogen Richtung Osten, während die Verbindungsbahn durch einen weiteren Tunnel (den „Flohbergtunnel“) nach Norden Richtung Meidling abzweigt.
Danach verläuft die Donauländebahn auf einer Brücke über die Südbahn und die dort parallel tiefergelegt verlaufende Breitenfurter Straße. Bis zur Freigabe dieser Straßenunterführung mit 20. August 1965 kreuzte die Straßenbahnlinie 62 samt Oberleitung die Schienen der Donauländebahn im gleichen Niveau auf einer mit Schranken abgesicherten Kreuzung. Von dort verläuft die Bahnstrecke südlich des Wienerbergs in Richtung Osten. In Inzersdorf zweigt die Pottendorfer Linie nach Süden ab. Die folgende Strecke führt zwischen Favoriten und Oberlaa ostwärts zur Brücke über die Ostbahn in Höhe Kledering samt Verbindungsgleisen zum Zentralverschiebebahnhof.
Hierauf passiert die Donauländebahn die Station Kaiserebersdorf (früher: Klein Schwechat), dann folgt eine Abzweigung zur Pressburger Bahn Richtung Flughafen Wien und Wolfsthal. Anschließend schwenkt sie nach Norden zum Hafen Wien Albern, wo sie sich in die Freudenauer und die Alberner Hafenbahn gabelt.